# Passiflora frutescens
Passiflora frutescens Ruiz & Pav. ex Killip – gatunek rośliny z rodziny męczennicowatych (Passifloraceae Juss. ex Kunth in Humb.). Występuje naturalnie w Kolumbii. Według niektórych źródeł rośnie także w Peru.

## Morfologia
PokrójWiecznie zielone drzewo lub krzew.
LiścieOwalne, podłużnie owalne lub prawie podłużnie owalne, prawie sercowate u podstawy. Mają 20–25 cm długości oraz 12–14 cm szerokości. Całobrzegie, z tępym wierzchołkiem. Ogonek liściowy jest owłosiony i ma długość 5–15 mm. Przylistki są liniowe, mają 5–7 mm długości.
KwiatyPojedyncze. Działki kielicha są liniowo podłużne, mają 3–3,5 cm długości. Płatki są liniowo podłużne, białe, mają 3–3,5 cm długości. Przykoronek ułożony jest w dwóch rzędach.